# Кочетовка (Саратовская область)
Кочетовка — село в Аткарском районе Саратовской области России. Административный центр Кочетовского муниципального образования.

## География
Село находится в южной части района, в пределах Приволжской возвышенности, на берегах реки Кочетовка, вблизи места впадения её в реку Белгаза, на расстоянии примерно 22 км (по прямой) к юго-западу от города Аткарск. Абсолютная высота — 147 метров над уровнем моря.
Часовой пояс
Село Кочетовка, как и вся Саратовская область, находится в часовой зоне МСК+1. Смещение применяемого времени относительно UTC составляет +4:00.

## Население
| 2002 | 2010 |
| ---- | ---- |
| 600  | ↗643 |

Гендерный состав
По данным Всероссийской переписи населения 2010 года в гендерной структуре населения мужчины составляли 49,1 %, женщины — соответственно 50,9 %.
Национальный состав
Согласно результатам переписи 2002 года, в национальной структуре населения русские составляли 88 % из 600 чел.

## История
В «Списке населённых мест Саратовской губернии по данным 1859 года» населённый пункт упомянут как владельческая деревня Кочетовка Аткарского уезда (1-го стана) при реке Белгазе, расположенная в 30 верстах от уездного города Аткарска. В деревне имелся 61 двор и проживало 446 жителей (216 мужчин и 230 женщин).
Согласно «Списку населённых мест Аткарского уезда» издания 1914 года (по сведениям за 1911 год) имелось две деревни, содержавшие в своём названии топоним Кочетовка: Кочетовка 1-я и Кочетовка 2-я. Оба населённых пункта относились к Лопуховской волости. В Первой Кочетовке имелось 48 дворов и проживало 287 человек. Функционировала земская школа.
Во Второй Кочетовке насчитывалось 58 дворов и 388 жителей. Имелся фельдшерский пункт. В национальном составе населения обеих деревень преобладали великороссы.

## Инфраструктура
В селе функционируют средняя общеобразовательная школа, фельдшерско-акушерский пункт, дом культуры, библиотека и отделение Почты России.
Улицы
Уличная сеть села состоит из шести улиц.

## Связь
Сотовая связь и высокоскоростной мобильный интернет стандарта 4G/LTE.